# Thrinchostoma orchidarum
Thrinchostoma orchidarum är en biart som beskrevs av Cockerell 1908. Thrinchostoma orchidarum ingår i släktet Thrinchostoma och familjen vägbin. Inga underarter finns listade i Catalogue of Life.